# 克莱 (滨海塞纳省)
克莱（法語：Clais，法語發音：[klɛ]）是法国滨海塞纳省的一个市镇，属于迪耶普区。

## 地理
克莱（49°48'28"N, 1°26'58"E）面积12.45 平方千米，位于法国诺曼底大区滨海塞纳省，该省份为法国北部沿海省份，其西部及北部濒大西洋英吉利海峡，东起顺时针与索姆省、瓦兹省、厄尔省和卡爾瓦多斯省接壤。
与克莱接壤的市镇（或旧市镇、城区）包括：巴约勒-讷维尔、巴约莱、卡朗日维尔、吕西、斯梅尔梅尼勒。

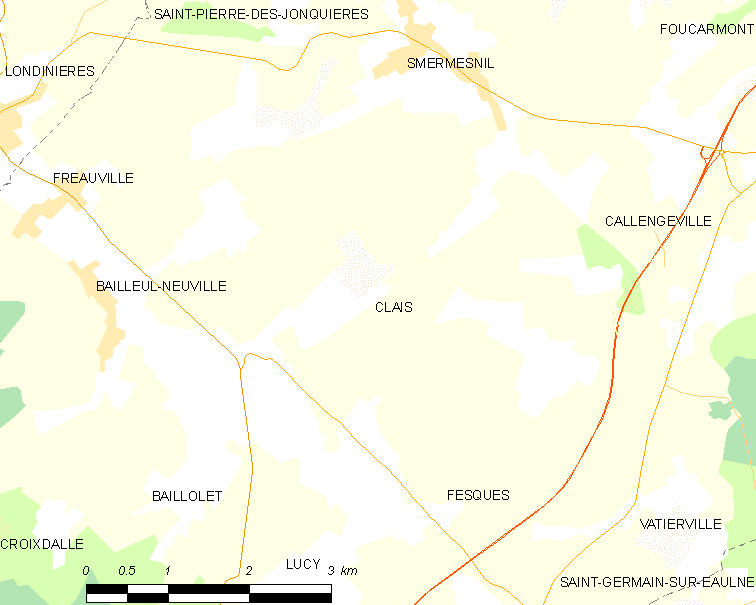
的OSM定位图

克莱的时区为UTC+01:00、UTC+02:00（夏令时）。

## 行政
克莱的邮政编码为76660，INSEE市镇编码为76175。

## 政治
克莱所属的省级选区为布赖地区讷沙泰勒县。

## 人口

1962-2008年间人口变化图示

克莱于2022年1月1日时的人口数量为263人。